# Coppa Italia 2011-2012 (hockey su ghiaccio femminile)
La Coppa Italia di hockey su ghiaccio femminile 2011-2012 è la seconda edizione di questo torneo, organizzato dalla FISG, ma la prima che vede coinvolte le squadre senior.

## Formula
Il torneo ha visto coinvolte non soltanto le compagini iscritte alla massima serie, ma anche una selezione di giocatrici provenienti dal campionato promozionale.
Le quattro squadre di serie A si incontrano in un girone di andata e ritorno. Al termine del girone:
- la prima classificata è direttamente qualificata alla finale;
- la seconda e la terza classificata si scontrano nella semifinale;
- la quarta classificata si scontra con una selezione del campionato promozionale.[1]

La sfida tra la quarta classificata e la compagine del campionato promozionale, la semifinale e la finale saranno disputate contemporaneamente alla final four della Coppa Italia maschile, il 14 e 15 gennaio 2011: le prime due gare il 14 ad Egna, mentre la finale il 15 al Palaonda di Bolzano, subito prima della finale maschile, che si disputerà nello stesso palazzo del ghiaccio.

## Regular season
| Squadre           | Agordo            | Appiano               | EV Bozen Eagles   | Real Torino             |
| ----------------- | ----------------- | --------------------- | ----------------- | ----------------------- |
| HC Agordo         |                   | 2:4 (06/11/2011)      | 2:8 (11/12/2011)  | 0:5 (17/12/2011)        |
| HC Appiano Lakers | 1:2 (08/12/2011)  |                       | 2:7 (15/10/2011)  | 2:3 d.t.s. (10/12/2011) |
| EV Bozen Eagles   | 18:1 (22/10/2011) | 10:0 (08/10/2011)     |                   | 7:1 (06/11/2011)        |
| Real Torino       | 3:2 (18/12/2011)  | 2:1 d.r. (11/12/2011) | 1:10 (05/11/2011) |                         |

Legenda: d.t.s.= dopo i tempi supplementari; d.r.= dopo i tiri di rigore

### Classifica
|    |                 |       |    |   |     |     |   |    |    |
|    | Teams           | Punti | PG | V | VOT | POT | P | GF | GS |
| 1. | EV Bozen Eagles | 18    | 6  | 6 | 0   | 0   | 0 | 60 | 7  |
| 2. | Real Torino F.  | 10    | 6  | 2 | 2   | 0   | 2 | 15 | 22 |
| 3. | Lakers          | 5     | 6  | 1 | 0   | 2   | 3 | 10 | 26 |
| 4. | Agordo          | 3     | 6  | 1 | 0   | 0   | 5 | 9  | 39 |

Legenda: PG = partite giocate; V = vittorie conseguite nei tempi regolamentari; VOT= vittorie conseguite ai tempi supplementari o ai rigori; POT = sconfitte subite ai tempi supplementari o ai rigori; P = sconfitte subite nei tempi regolamentari; GF = reti segnate; GS = reti subite

## Gara per il 4º posto
| Arbitro: | Sonia Deanesi |

| |           |                                               |
| F. Zandegiacomo 00:47, 10:22, 11:00, 39:17, 58:14 C. Vallazza 01:06, 25:18, 31:37, 44:50, 55:20, 57:30 B Croce 13:23, 21.50, 29:02, 38:23, 46:55 A. De Biasi 14.17, 24.10, 33:37, 53:07 L. De Rocco 49:56 S. Viel 54:04 | Marcatori | 54:36 V. Aprile (rig) 45:00, 57:59 A. Beretta |

## Play-off
|  | Semifinali | Semifinali     | Semifinali |             |   | Finale | Finale          | Finale |  |
|  |            |                |            |             |   |        |                 |        |  |
|  |            |                |            |             |   | 1      | EV Bozen Eagles | 6      |  |
|  |            |                |            |             |   | 1      | EV Bozen Eagles | 6      |  |
|  |            |                |            | Real Torino | 2 |        |                 |        |  |
|  | 2          | Real Torino F. | 5          | Real Torino | 2 |        |                 |        |  |
|  | 2          | Real Torino F. | 5          |             |   |        |                 |        |  |
|  | 3          | Lakers         | 2          |             |   |        |                 |        |  |

### Semifinale
| Arbitro: | Helga Tschörner |

|                                                             |           |                        |
| A. De la Forest 15:36, 26:20, 46:10, 53:32 E. Casassa 51:30 | Marcatori | 27:35, 54:59 T. Larger |

### Finale
| Arbitro: | Deana Cuglietta |

| |           |                                                              |
| B. Larger (C. Furlani, W. Kaser) 16:12 M. Angeloni 31:53 B. Larger (W. Kaser) 48:58 C. Furlani (B. Larger) 50:41 C. Furlani (M. Farinella) 53:57 B. Larger (C. Furlani) 58:29 | Marcatori | 17:17 C. Saletta (V. Ricca) 39:01 C. Saletta (E. Ballardini) |